# Fabien Reboul
Fabien Reboul (Toulouse, 9 september 1995) is een Frans tennisser.

## Carrière
Reboul speelde langere tijd in het ITF-circuit. In 2019 ging hij in het dubbelspel samen spelen met zijn landgenoot Sadio Doumbia. Deze samenwerking bleek zeer succesvol want de volgende jaren won het duo drie ATP-titels, won 15 challengers en stond nog eens driemaal in een finale van een ATP-toernooi. Ze namen daarnaast ook deel aan alle Grand Slams met als beste resultaat een derde ronde op Roland Garros in 2023.

## Palmares
| Legenda                       | Legenda               |
| ----------------------------- | --------------------- |
| Grand Slam                    |                       |
| Olympische Spelen             |                       |
| tot 2009                      | vanaf 2009            |
| Tennis Masters Cup            | ATP Finals            |
| ATP Masters Series            | ATP Tour Masters 1000 |
| ATP International Series Gold | ATP Tour 500          |
| ATP International Series      | ATP Tour 250          |

### Dubbelspel
| Nr.                          | Datum             | Toernooi        | Ondergrond    | Partner       | Tegenstanders in finale                     | Score             | Details |
| ---------------------------- | ----------------- | --------------- | ------------- | ------------- | ------------------------------------------- | ----------------- | ------- |
| Gewonnen finales herendubbel |                   |                 |               |               |                                             |                   |         |
| 1.                           | 26 september 2023 | ATP Chengdu     | Hardcourt     | Sadio Doumbia | Francisco Cabral Rafael Matos               | 4-6, 7-5, [10-7]  | details |
| 2.                           | 4 februari 2024   | ATP Montpellier | Hardcourt     | Sadio Doumbia | Albano Olivetti Sam Weissborn               | 6-7, 6-4, [10-6]  | details |
| 3.                           | 21 april 2024     | ATP Boekarest   | Gravel        | Sadio Doumbia | Harri Heliövaara Henry Patten               | 6-3, 7-5          | details |
| Verloren finales herendubbel |                   |                 |               |               |                                             |                   |         |
| 1.                           | 12 februari 2023  | ATP Córdoba     | Gravel        | Sadio Doumbia | Máximo González Andrés Molteni              | 4-6, 4-6          | details |
| 2.                           | 11 februari 2024  | ATP Córdoba     | Gravel        | Sadio Doumbia | Máximo González Andrés Molteni              | 4-6, 1-6          | details |
| 3.                           | 7 april 2024      | ATP Estoril     | Gravel        | Sadio Doumbia | Gonzalo Escobar Oleksandr Nedovjesov        | 5-7, 2-6          | details |
| Gewonnen challengers         |                   |                 |               |               |                                             |                   |         |
| 1.                           | 14 september 2019 | Banja Luka      | Gravel        | Sadio Doumbia | Sergio Galdós Facundo Mena                  | 6-3, 7-6          |         |
| 2.                           | 22 september 2019 | Sibiu           | Gravel        | Sadio Doumbia | Matej Sabanov Ivan Sabanov                  | 6-4, 3-6, [10-7]  |         |
| 3.                           | 6 december 2020   | Campinas        | Gravel        | Sadio Doumbia | Luis David Martinez Felipe Meligeni Alves   | 6-7, 7-5, [10-7]  |         |
| 4.                           | 24 april 2021     | Rome            | Gravel        | Sadio Doumbia | Paolo Lorenzi Juan Pablo Varillas           | 7-6, 7-5          |         |
| 5.                           | 1 mei 2021        | Rome            | Gravel        | Sadio Doumbia | Guido Andreozzi Guillermo Durán             | 7-5, 6-3          |         |
| 6.                           | 19 juni 2021      | Aix-en-Provence | Gravel        | Sadio Doumbia | Robert Galloway Alex Lawson                 | 6-7, 7-5, [10-4]  |         |
| 7.                           | 21 augustus 2021  | Verona          | Gravel        | Sadio Doumbia | Luca Margaroli Gonçalo Oliveira             | 7-5, 4-6, [10-6   |         |
| 8.                           | 30 oktober 2021   | Brest           | Hardcourt (i) | Sadio Doumbia | Salvatore Caruso Federico Gaio              | 4-6, 6-3, [10-3]  |         |
| 9.                           | 15 januari 2022   | Forlì           | Hardcourt (i) | Sadio Doumbia | Nicolás Mejía Alexander Ritschard           | 6-2, 6-3          |         |
| 10.                          | 5 maart 2022      | Las Palmas      | Gravel        | Sadio Doumbia | Matteo Arnaldi Luciano Darderi              | 5-7, 6-4, [10-7]  |         |
| 11.                          | 11 juni 2022      | Perugia         | Gravel        | Sadio Doumbia | Marco Bortolotti Sergio Martos Gornés       | 6-2, 6-4          |         |
| 12.                          | 25 juni 2022      | Oeiras          | Gravel        | Sadio Doumbia | Robert Galloway Alex Lawson                 | 6-3, 3-6, [15-13] |         |
| 13.                          | 12 november 2022  | Roanne          | Hardcourt (i) | Sadio Doumbia | Dustin Brown Szymon Walków                  | 7-6, 6-4          |         |
| 14.                          | 29 januari 2023   | Quimper         | Hardcourt (i) | Sadio Doumbia | Anirudh Chandrasekar Arjun Kadhe            | 6-2, 6-4          |         |
| 15.                          | 15 april 2023     | Split           | Gravel        | Sadio Doumbia | Anirudh Chandrasekar Vijay Sundar Prashanth | 6-4, 6-4          |         |

## Resultaten grote toernooien
| Legenda | Legenda                          |
| ------- | -------------------------------- |
| g.t.    | geen toernooi gehouden           |
| l.c.    | lagere categorie                 |
| –       | niet deelgenomen                 |
| G       | uitgeschakeld in de groepsfase   |
| 1R      | uitgeschakeld in de eerste ronde |
| 2R      | uitgeschakeld in de tweede ronde |
| 3R      | uitgeschakeld in de derde ronde  |
| 4R      | uitgeschakeld in de vierde ronde |
| KF      | uitgeschakeld in de kwartfinale  |
| HF      | uitgeschakeld in de halve finale |
| F       | de finale verloren               |
| W       | het toernooi gewonnen            |
| w-v     | winst/verlies-balans             |

### Dubbelspel
| grandslamtoernooien |    |    |    |    |
| Australian Open     | –  | –  | 2R | 1R |
| Roland Garros       | 1R | 2R | 3R | 1R |
| Wimbledon           | –  | 1R | 2R | 3R |
| US Open             | –  | –  | 1R | –  |